# جایزه بزرگ فرانسه ۱۹۵۰
جایزه بزرگ فرانسه ۱۹۵۰ (انگلیسی: ‎1950 French Grand Prix‎) یک مسابقهٔ موتوری در رشتهٔ اتومبیل‌رانی فرمول یک بود که در تاریخ ۲ ژوئیه ۱۹۵۰ در رنس-گویو واقع در رنس، فرانسه برگزار شد. این گراند پری در میان ۷ گراند پری در فصل ۱۹۵۰، مسابقهٔ شمارهٔ ۶ بود.
در این مسابقه که در ۶۴ دور و به مسافت ۵۰۰٫۱۶۰ کیلومتر (۳۱۰٫۷۸۵ مایل) برگزار شد، پول پوزیشن توسط خوان مانوئل فانخیو کسب شد و سریع‌ترین زمان برای طی یک دور پیست که برابر با ۲:۳۵٫۶ بود نیز توسط خوان مانوئل فانخیو به ثبت رسید.
خوان مانوئل فانخیو از تیم آلفا رومئو، لوئیجی فاجولی از تیم آلفا رومئو و پیتر وایت‌هد از تیم فراری به‌ترتیب مقام‌های اول تا سوم مسابقه را کسب کردند.